# Аяїс
Аяїс (Уаяїс, Уаясіс) — історична область країни Наїрі (Урарту, Арарту), розташована на південному узбережжі озера Тосп (Ван), названа за ім'ям урартського племені аяїс, одного з головних союзників племені біайна.

## Історія
Територія племені Аяїс зазнала спустошливої навали і завоювання ассирійським царем Саргоном II. Згідно з написом Саргона II, під час свого походу на Урарту 714 р. до н. е. він вирушив з Аяду (південний берег Ванського озера), перейшов річки Аллуріа, Калланіа і Інная і прибув в Уаяїс, опорну область царя Урарту, «кінець меж Урарту, що поруч з Наїрі». «Уаяїс, його укріплене місто, велика фортеця, найсильніша з усіх його фортець, красива будовою, — були поселені в ній його хоробрі воїни, лазутчики, яких посилають, щоб проникти в задуми навколишніх країн. Туди ж він поставив своїх воєначальників із їхніми полками, міцною стіною оточив бійців». У написі Саргона, крім області, міста й фортеці Уаяїс, є згадка і про поселення Старий Уаяїс на південному березі озера Ван, в області Аяду з 30 укріпленими містами (фортецями), розставленими «по березі бурхливого моря», на вістрях великих гір. Сильними фортецями були Аргіштіуна і Калланіа, збудовані «нагорі гір Арциду і Махунніа, які були висотою 120 ліктів». Фортеці захищали «пращники і списники, надія його країни» [Архівовано 12 грудня 2017 у Wayback Machine.] [Архівовано 1 серпня 2016 у Wayback Machine.]
Спадкоємцем племені Аяїс стало вірменське князівство Рштунік.
Зараз вже визнано, що зачатки вірменської державності йдуть не тільки від епохи падіння Урарту та Ассирії, але й глибше. Як зачаток вірменської державності можна розглядати і будь-яку хурритську, урартську або лувійську державу на території Вірменського нагір'я — і ці держави були також створені не чужими вірменам етнічними групами, а людьми, нащадки яких влилися у вірменський народ, хоча самі й розмовляли іншими мовами.